# فرخزاد خسرو پنجم
فرخزاد خسرو پنجم پسر خسرو پرویز و مدت کوتاهی از مارس تا آوریل ۶۳۱ میلادی شاهنشاه ساسانی بود.

## زندگی‌نامه
فرخزاد خسرو فرزند خسرو پرویز، آخرین شاهنشاه قدرتمند ساسانی بود.  فرخزاد خسرو همچنین خواهران و برادران تنی و ناتنی زیادی همچون مردانشاه، جوانشیر، پوراندخت، شیرویه، شهریار و آزرمی‌دخت داشت.

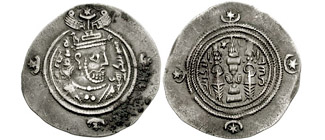
درخم فرخزاد خسرو پنجم

در سال ۶۲۸، وقتی که خسرو پرویز توسط اشراف خلع گشت. پس از او شیرویه (قباد دوم)، پسر خسرو پرویز و برادر فرخزاد خسرو بر تخت نشست که تمامی برادران تنی و ناتنی خود را اعدام کرد. با این حال، فرخزاد خسرو موفق به فرار به دژی در نصیبین شد و به آنجا پناه گرفت. در ۶۳۱ یکی از اشراف ساسانی به نام زادویه (یا جادویه؟) (Zadhuyih) فرخزاد خسرو را به تیسفون آورد و او در آنجا به عنوان شاهنشاه ساسانی تاج‌گذاری کرد. با این حال، یک ماه بعد، شورشی علیه او انجام شد و وی از تخت شاهی سرنگون و کشته شد.